# كيفين مبابو
كيفين مبابو (19 أبريل 1995 في سويسرا - ) هو لاعب كرة قدم سويسري في مركز الدفاع. شارك مع منتخب سويسرا تحت 16 سنة لكرة القدم ‏ ومنتخب سويسرا تحت 17 سنة لكرة القدم ومنتخب سويسرا تحت 18 سنة لكرة القدم ومنتخب سويسرا تحت 19 سنة لكرة القدم ومنتخب سويسرا تحت 20 سنة لكرة القدم. أما مع النوادي، فقد لعب مع نادي رينجرز ونادي سيرفيت ونادي يانغ بويز ونيوكاسل يونايتد.

## مسيرته الكروية
لعب كيفين مبابو خلال مسيرته الاحترافية مع 5 أندية في عشرة مواسم وسجل خلالها 6 أهداف ضمن 101 مباراة. ولم يفز بأي موسم بالكأس وفاز في موسمين بالدوري.
خاض كيفين مبابو مسيرته مع نادي نيوكاسل يونايتد في موسم 2012–13 في المرة الأولى واستمر معه طيلة ثلاثة مواسم ثم في موسم 2015–16 لمدة موسم واحد، مشاركًا طوالها في 3 مباريات ولم يسجل أي هدف. ثم انتقل إلى نادي رينجرز في موسم 2014–15 لمدة موسم واحد، حيث لم يشارك في أي مباراة ولم يسجل أي هدف أيضًا. لينتقل بعدها إلى نادي يانغ بويز في موسم 2016–17 واستمر معه طيلة ثلاثة مواسم، مشاركًا في 77 مباراة سجل خلالها 3 أهداف. ثم انتقل إلى نادي فولفسبورغ في موسم 2019–20 لمدة موسم واحد، مشاركًا في 20 مباراة سجل خلالها 3 أهداف أيضًا.

## وصلات خارجية
- كيفين مبابو على موقع الاتحاد الدولي (مؤرشف)  (الإنجليزية)
- كيفين مبابو على موقع الاتحاد الأوربي (الإنجليزية)
- كيفين مبابو على موقع إي إس بي إن إف سي (الإنجليزية)
- كيفين مبابو على موقع قاعدة بيانات كرة القدم.إي يو (الإنجليزية)
- كيفين مبابو على موقع ناشيونال فوتبول تيمز (الإنجليزية)
- كيفين مبابو على موقع Soccerbase.com (لاعب) (الإنجليزية)
- كيفين مبابو على موقع Soccerway.com (الإنجليزية)
- كيفين مبابو على موقع عالم كرة القدم.نت (الإنجليزية)
- كيفين مبابو على موقع AS.com (الإسبانية)